# Ceromya apicipunctata
Ceromya apicipunctata là một loài ruồi trong họ Tachinidae.